# Lista das composições de Carlos Gomes
Carlos Gomes (Brasil, Campinas, SP, 11 de julho de 1836 — Brasil, Belém, PA, 16 de setembro de 1896), foi o mais importante compositor de ópera brasileiro. Fiel ao estilo romântico, obteve carreira de destaque na Europa, sendo o primeiro brasileiro a ter suas obras apresentadas no Teatro Alla Scala de Milão. É o autor da ópera O Guarani (1870), cuja abertura é a vinheta do programa de rádio "A Voz do Brasil".

## Ópera
- A Noite do Castelo (1861)
- Joana de Flandres (1863)
- Il Guarany (1870)
- Fosca (1873)
- Salvator Rosa (1874)
- Maria Tudor (1879)
- Lo Schiavo (1889)
- Condor (1891)

## Poema Lírico
- Colombo (1892)

## Piano Solo
- Anemia (Sem Data)
- Angélica (Sem Data)
- Bibloquet (Sem Data)
- Cândida (Sem Data)
- Grande valsa de bravura (Sem Data)
- Mormorio (Sem Data)
- Niny (Sem Data)
- Salalayù (Sem Data)
- Spagnoletta (Sem Data)
- Uma paixão amorosa (Sem Data)
- A Cayumba (1856)
- Quilombo (1856)
- Caxoeira (1867)
- La stella brasiliana (1867)
- Piccola polka (1867)
- Mazurca (1868)
- L'oriuolo (1888)

## Voz e Piano
- Bela ninfa de minh'alma (1857)
- Suspiro d'alma (1858)
- Anália ingrata (1859)
- Mocidade Acadêmica (1859)
- Quem sabe?! (1859)
- Io ti vidi (1866)
- Notturno (1866)
- Eternamente (1867)
- La madamina (1867)
- Lisa, me vos tu ben? (1869)
- Aurora e Tramonto (1881)
- Beato lui (1881)
- Celia d'amore (1881)
- Lo sigaretto (1881)
- Qui pro quo (1881)
- La preghiera dell'orfano (1882)
- Mamma dice (1882)
- Mon bonheur (1882)
- Realtà (1882)
- Sempre teço (1882)
- Sul lago di Como - la regata (1882)
- Canta ancor (1883)
- Bella tosa (1884)
- Civettuola (1884)
- Conselhos (1884)
- Cosé L'Amore (1884)
- Divorzio (1884)
- Il brigante (1884)
- La piccola mendicante (1884)
- Oblio (1884)
- Rondinella (1884)
- Spirto gentile (1884)
- Addio (1885)
- Dolce rimprovero (1885)
- Larcolajo (1885)
- Lontana (1885)
- Per me solo (1885)
- Povera bambola (1885)
- Tu m'ami (1885)
- Giulietta mia (1886)
- Noces d'argent (1892)
- Fra cari genitor (1893)

## Música Sacra
- Missa de São Sebastião (Coro e Orquestra)(1854)
- Kyrie "da Missa perdida" (Coro e Órgão)(1865)

## Música de Câmara
- Solo de flauta (Flauta Transversal e Piano)(1863)
- Sonata para cordas "O Burrico de Pau" (Quinteto de cordas)(1894)